# Notopleura anomothyrsa
Notopleura anomothyrsa là một loài thực vật có hoa trong họ Thiến thảo. Loài này được (K.Schum. & Donn.Sm.) C.M.Taylor mô tả khoa học đầu tiên năm 2001.